# الدخيلانية (الرقة)
الدخيلانية قرية سورية تتبع ناحية سلوك في منطقة تل أبيض في محافظة الرقة. بلغ عدد سكانها 79 نسمة في عام 2004 حسب إحصاء المكتب المركزي للإحصاء.